# 山梨県道707号富士河口湖富士線
山梨県道707号富士河口湖富士線（やまなしけんどう707ごう ふじかわぐちこふじせん）は、山梨県南都留郡富士河口湖町から富士吉田市を経て南都留郡鳴沢村富士山五合目付近（標高2,305m）に至る一般県道である。

## 概要
河口湖に架かる河口湖大橋と、有料道路である富士スバルライン（正式名：富士山有料道路）に代表される山梨県の県道路線である。河口湖を南北に渡る区間は、かつて河口湖大橋有料道路として運営されていたが現在は無料開放され、観光のほか通勤通学など地元の生活道路として重要な道路である。富士河口湖町を通る国道139号・スバル立体交差点から南へ富士山五合目までの区間は富士スバルラインとよばれ、本路線の主要な区間であり、富士五湖地域の主要観光道路でもある。このうち有料区間は、富士河口湖町船津の胎内洞窟入口交差点（山梨県道716号交点）から富士山を登り、五合目まである。

### 路線データ
- 起点：山梨県南都留郡富士河口湖町河口（河口湖大橋北交差点、国道137号交点）
- 終点：山梨県南都留郡鳴沢村（富士山五合目）（山梨県道702号富士精進線交点）

## 歴史
富士スバルラインは、山梨県が初めて供用した有料道路で、1964年（昭和39年）4月に東京オリンピックの開催に合わせて開通した。このとき開通した富士スバルラインは、河口湖町船津から富士山五合目までの延長29.5km、標高差約1400mの富士山観光道路である。2005年（平成17年）6月6日に償還期間が完了したため、麓の起点料金所の位置を、国道139号〈富士パノラマライン〉交点付近から現在の胎内洞窟入口交差点付近に変更して有料区間を短縮し、同年6月7日より維持管理有料道路となった富士山有料道路として有料道路事業を継続している。
河口湖大橋は、河口湖温泉街周辺の交通渋滞解消を目的に、1968年に着工されて、建設に約2年半を要して、1971年（昭和46年）4月に河口湖を跨ぐ全長500mの橋梁部分を含めた延長1620mの有料道路として開通した。河口湖大橋の建設には、自然との調和が最大限に配慮されており、現在は富士山とその山麓風景を望む富士周辺を代表する展望スポットにもなっている。2005年（平成17年）に河口湖大橋は無料化された。
河口湖大橋と富士スバルラインの両区間は、1987年（昭和62年）8月10日に雄大な富士の道として、旧建設省と「道の日」実行委員会により制定された日本の道100選の一つにも選ばれている。

## 路線状況
この路線の河口湖大橋より南へ町役場前交差点で別ルートにわかれており、その地点から更に南へ東恋路交差点で国道139号と接続するルートと、東に向かって河口湖駅の近くを通り、国道139号・スバル立体交差点に向かっている。また、河口湖駅付近で折れる地点から北へ七軒町交差点（スバルライン起点）までの区間も当県道路線に指定されている。
富士スバルライン区間では、富士山有料道路管理事務所が、8月の富士登山観光ピーク時にマイカー規制を実施してシャトルバス輸送を行うほかは、冬の降雪期でも除雪をおこなうなどマイカー乗り入れ可能な通年営業を実施している。

## 地理
沿線の風景は変化に富み、国道139号から富士スバルラインに入ると、広大なカラマツ林が広がる。標高が高くなるにつれ、溶岩塊や自然の庭園といわれる御庭、奥庭などの原生林が広がり、富士の自然の中にコメツガ、シラビソ、ダケカンバなどが植生し、200種あまりの鳥類やニホンカモシカなどの哺乳類が生息する。富士登山のポイントになる標高2305mの五合目に至るまでに、麓に青木ヶ原樹海の原生林、遠望に南アルプス、北アルプス、駿河湾も見ることができる。
河口湖大橋の北詰に位置する河口湖畔の産屋ケ崎は、桜の名所としてよく知られ、手前に河口湖を挟み富士山を展望するスポットの一つとなっている。

### 通過する自治体
- 山梨県
  - 南都留郡富士河口湖町 - 富士吉田市 - 南都留郡富士河口湖町 - 南都留郡鳴沢村

### 交差する道路
- 国道137号（河口湖大橋北交差点）
- 山梨県道710号青木ヶ原船津線（乳ヶ崎北交差点）
- 山梨県道714号鳴沢富士河口湖線（乳ヶ崎南交差点）
- 国道139号（東恋路交差点、スバルライン入口交差点） ※一部重複
- 山梨県道716号富士北麓公園線（胎内洞窟入口交差点）
- 山梨県道702号富士精進線（五合目・終点）

### 沿線
- 河口湖
- 富士河口湖町役場（富士河口湖町船津）
- 河口湖南中学校組合立河口湖南中学校（富士河口湖町船津）
- 河口湖郵便局（富士河口湖町船津）
- 富士山麓電鉄河口湖線 河口湖駅（富士河口湖町船津）
- 富士河口湖町立船津保育所（富士河口湖町船津）
- 山梨県立富士河口湖高等学校（富士河口湖町船津）
- 山梨赤十字病院（富士河口湖町船津）
- 山梨県立富士ビジターセンター（富士河口湖町船津）
- 山梨県立富士北麓駐車場（富士山パーキング）
- 富士スバルランドドギーパーク（富士河口湖町船津）
- 富士山